# Margunn Haugenes
Margunn Humlestøl Haugenes, née le 25 janvier 1970 à Florø, est une footballeuse norvégienne, jouant au poste de milieu de terrain.

## Biographie
Elle compte 79 sélections en équipe de Norvège de football féminin de 1990 à 2001, marquant 13 buts. Elle participe à la Coupe du monde de football féminin 1991 (finaliste), aux Jeux olympiques d'été de 2000, remportés par les Norvégiennes et au Championnat d'Europe de football féminin 2001 (demi-finaliste).